# Il silenzio dei chiostri
Il silenzio dei chiostri (El silencio de los claustros, 2009) della scrittrice spagnola Alicia Giménez-Bartlett è l'ottavo romanzo della serie dedicata all'ispettrice Petra Delicado ed al suo vice Fermín Garzón. Il libro è stato tradotto in francese, norvegese, tedesco, polacco, oltre che in catalano e in italiano.

## Trama
Il Convento delle sorelle del Cuore Immacolato a Barcellona viene violato da un ladro di reliquie che, sorpreso da un giovane frate, ne provoca la morte e fugge col corpo mummificato del Beato Asercio de Montcada.
Il caso viene affidato all'ispettrice Petra Delicado ed al suo vice Fermín Garzón ai quali vengono affiancati i due religiosi suor Domitila e frate Magì. L'unico indizio trovato nella chiesa è un bigliettino nascosto sotto al cadavere del frate con la misteriosa scritta in caratteri gotici “Cercatemi dove più non posso stare”.
La vita riservata dei conventi non facilita il ritrovamento di prove e non lascia spazio a confidenze; la confusione aumenta anche a causa di presunti esperti (tra psicologi e religiosi) che propongono ipotesi spesso fantasiose.
Petra sta vivendo peraltro un momento difficile perché anche il suo terzo matrimonio vacilla.
I mass media incalzano, i superiori premono ed i due investigatori si trovano inoltre a dover gestire la ricomparsa di pezzi del corpo mummificato del Beato.
Un'intuizione dell'ispettrice permette di collegare l'omicidio di una barbona al trafugamento delle spoglie e si iniziano a delineare i torbidi contorni di una tristissima vicenda umana: coinvolti la suorina Pilar e il gigante con cervello di bambino Juanito.

## Edizioni in italiano
- Alicia Gimenez-Bartlett, Il silenzio dei chiostri, traduzione di Maria Nicola, Palermo: Sellerio, 2009
- Alicia Giménez Bartlett, Petra Delicado indaga ancora: Il caso del lituano; Nido vuoto; Il silenzio dei chiostri, Milano: Mondolibri, 2011
- Alicia Giménez Bartlett, Il silenzio dei chiostri, Roma: La Biblioteca di Repubblica-L'Espresso, 2011
- Alicia Giménez Bartlett, Il silenzio dei chiostri, legge: Zatti, V, Modena, 2014